# نوفارم
نوفارم (انگلیسی: Nufarm) شرکت صنایع شیمیایی استرالیایی است، که در سال ۱۹۵۶ تأسیس شد.